# Hiệp ước Lisboa
Hiệp ước Lisbon (ban đầu được gọi là Hiệp ước cải cách) là một thỏa thuận quốc tế mà sửa đổi hai điều ước mà hình thành cơ sở hiến pháp của Liên minh châu Âu (EU). Hiệp ước Lisbon được ký kết bởi các quốc gia thành viên EU vào ngày 13 tháng 12 năm 2007 và có hiệu lực vào ngày 1 tháng 12 năm 2009. Nó sửa đổi Hiệp ước Maastricht (1993), được biết đến dưới hình thức cập nhật là Hiệp ước về Liên minh châu Âu (2007) hoặc TEU, và các hiệp ước Roma (1957), được biết đến dưới hình thức cập nhật là Hiệp ước về chức năng của Liên minh châu Âu (2007) hoặc TFEU. Nó cũng sửa đổi các giao thức hiệp ước đính kèm cũng như Hiệp ước thành lập Cộng đồng Năng lượng nguyên tử châu Âu (EURATOM).
Những thay đổi nổi bật bao gồm việc chuyển từ nhất trí sang bỏ phiếu đa số đủ điều kiện trong ít nhất 45 lĩnh vực chính sách trong Hội đồng Bộ trưởng, một sự thay đổi trong việc tính đa số như vậy thành đa số kép mới, một Nghị viện châu Âu mạnh hơn tạo thành một cơ quan lập pháp lưỡng viện cùng với Hội đồng Bộ trưởng theo thủ tục lập pháp thông thường, một nhân cách pháp lý hợp nhất cho EU và thành lập một Chủ tịch dài hạn của Hội đồng châu Âu và một Đại diện cao của Liên minh Chính sách đối ngoại và chính sách an ninh. Hiệp ước cũng đưa ra dự luật về quyền của Liên minh, Điều lệ về quyền cơ bản, ràng buộc về mặt pháp lý. Hiệp ước lần đầu tiên trao cho các quốc gia thành viên quyền hợp pháp rõ ràng để rời khỏi EU và thủ tục để làm như vậy.
Mục đích đã nêu của hiệp ước là "hoàn thành quá trình bắt đầu bởi Hiệp ước Amsterdam (1997) và bởi Hiệp ước Nice (2001) nhằm tăng cường hiệu quả và tính hợp pháp dân chủ của Liên minh và cải thiện sự gắn kết của Liên minh hoạt động". Những người phản đối Hiệp ước Lisbon, như cựu thành viên Đan Mạch của Nghị viện Châu Âu (MEP) Jens-Peter Bonde, lập luận rằng họ sẽ tập trung vào EU, và làm suy yếu nền dân chủ bằng cách "di chuyển quyền lực" khỏi các cử tri quốc gia. Những người ủng hộ lập luận rằng nó mang lại nhiều kiểm tra và cân bằng hơn trong hệ thống EU, với các quyền lực mạnh mẽ hơn cho Nghị viện châu Âu và vai trò mới đối với các nghị viện quốc gia.
Các cuộc đàm phán để sửa đổi các thể chế EU bắt đầu vào năm 2001, trước tiên là Hiệp ước thiết lập Hiến pháp châu Âu, điều này sẽ bãi bỏ các hiệp ước châu Âu hiện có và thay thế chúng bằng một "hiến pháp". Mặc dù được đa số các quốc gia thành viên phê chuẩn, nhưng điều này đã bị bỏ rơi sau khi bị 54,67% cử tri Pháp từ chối vào ngày 29 tháng 5 năm 2005 và sau đó là 61,54% cử tri Hà Lan vào ngày 1 tháng 6 năm 2005. Sau một "thời gian phản ánh", thay vào đó, các quốc gia thành viên đã đồng ý duy trì các hiệp ước hiện có, nhưng sửa đổi chúng, cứu vãn một số cải cách đã được dự kiến trong hiến pháp. Một hiệp ước "cải cách" sửa đổi đã được soạn thảo và ký kết tại Lisbon vào năm 2007. Ban đầu dự định sẽ được tất cả các quốc gia thành viên phê chuẩn vào cuối năm 2008. Thời gian biểu này đã thất bại, chủ yếu do sự từ chối ban đầu của Hiệp ước vào tháng 6 năm 2008 bởi cử tri Ireland, một quyết định đã bị đảo ngược trong cuộc trưng cầu dân ý lần thứ hai vào tháng 10 năm 2009 sau khi Ireland bảo đảm một số nhượng bộ liên quan đến hiệp ước.

## Bối cảnh của Hiệp ước cải cách
Hiệp ước sửa đổi Hiệp ước về Liên minh châu Âu và Hiệp ước thành lập cộng đồng châu Âu, hay Hiệp ước cải cách EU, được tạo ra để cải thiện chức năng của Liên minh châu Âu trong 27 quốc gia thành viên và tăng cường vai trò và vị thế của nó trên trường thế giới trong bối cảnh thay đổi toàn cầu, cuối cùng đã được đồng ý tại Hội nghị liên chính phủ ở Lisbon vào ngày 19 tháng 10 năm 2007.
Được hình thành như một bộ công cụ của người Hồi giáo, hiệp ước chủ yếu đổi mới này nhằm đặt nền móng cho hoạt động của Liên minh châu Âu trong 15-20 năm tới. Việc ký kết Hiệp ước vào ngày 13 tháng 12 năm 2007, đã mở ra thời kỳ các quốc gia thành viên đang trong quá trình phê chuẩn. Các biến chứng đã phát sinh ở các quốc gia như Ireland và Cộng hòa Séc, nơi cần có 3/5 sự hỗ trợ của Quốc hội để phê chuẩn, và trong trường hợp của Ireland, sự hỗ trợ của dân số đất nước trong một cuộc trưng cầu dân ý.
Tuy nhiên, sự chấp thuận của quốc hội và trưng cầu dân ý 27 quốc gia hoàn thành các cuộc tranh luận 15-tuổi về cải cách chính trị và thể chế của EU, được đưa ra bởi việc ký kết Hiệp ước Maastricht trong năm 1992 Nhu cầu thay đổi trong các điều ước cơ bản của EU được gây ra bởi thực tế là chỉ trong hai và một trong nửa năm (tháng 4 năm 2004 - 1 tháng 1 năm 2007), số lượng quốc gia thành viên tăng từ 15 lên 27 và tổng dân số của họ đạt gần nửa tỷ người. Hiệp ước này nhằm thay thế cho dự thảo Hiến pháp EU thất bại (dự thảo được ký vào tháng 6 năm 2004). Khi vào năm 2005 trong các cuộc trưng cầu dân ý ở Pháp và Hà Lan Hiến pháp đã bị từ chối, Liên minh châu Âu thấy mình bế tắc về thể chế. Để tiến xa hơn, cần đơn giản hóa nghiêm túc cấu trúc của các cơ quan tập thể, các nguyên tắc và quy trình cho công việc của họ và làm cho các hoạt động của họ trở nên dễ hiểu và minh bạch hơn. Hiệp ước Lisbon nhằm giải quyết vấn đề kép này.
Hiệp ước cải cách đã bảo đảm sự cân bằng giữa các mục tiêu và lợi ích của các quốc gia thành viên EU, tạo cho vị thế sau này trở thành một siêu cường quyền của Hồi giáo. Văn bản của Hiệp ước sửa đổi ba tài liệu cơ bản của EU: Hiệp ước thành lập Cộng đồng châu Âu (các iệp ước Roma, 1957), Hiệp ước Maastricht, 1992 và Hiệp ước thành lập Cộng đồng Năng lượng Nguyên tử châu Âu, 1957. Sau khi ký kết và phê chuẩn Hiệp ước cải cách chấm dứt tồn tại dưới dạng một văn bản duy nhất và các sáng kiến được kết hợp vào ba tài liệu được liệt kê ở trên.
Thỏa thuận cải cách có cấu trúc gồm một lời mở đầu, 7 điều, 13 giao thức và 59 tuyên bố. Điều 1 mô tả những thay đổi được thực hiện đối với Hiệp ước EU (trang 3 - 40), điều 2 - những thay đổi đối với Hiệp ước thành lập Cộng đồng châu Âu (trang 41-150), điều 3 liệt kê các điều khoản cuối cùng (trang 151. 152).